# Ашали
Ашали́ (анд. Ашолу, авар. ГIашали) — село в Ботлихском районе Дагестана.
Образует сельское поселение село Ашали как единственный населённый пункт в его составе.

## Географическое положение
Расположено в 13 км к северо-востоку от села Ботлих. На территории сельского поселения Ашали сохранились останки старинной крепости, которая принадлежала тухуму Мачута и служила опорным пунктом на охране границ территории поселения.

## История
По данным советского кавказоведа-историка Е. М. Шиллинга, Ашали — единственный андийский аул с особым происхождением, отличающимся от других. По преданию, на месте аула когда-то был лес, а реку можно было легко перешагнуть. Два брата из кумыкского села Ишкарты (Буйнакский район) основали аул, названный Ашали. От них произошли два тухума — Гугучилав (с ветвью Хъашилал) и МачутIалал, причём первый считается более авторитетным.
Абу Муллим шейх, пришедший из Мекки, отправил двух своих двоюродных братьев, шейхов по имени Муса, распространять Ислам — одного в Ашали, другого в Анди. Жители Ашали слабо подчинялись, и шейх Муса наложил заклятие, чтобы в ауле никогда не было более 40 дворов. Один из представителей тухума Гугучил убил шейха стрелой из лука, и на месте его смерти была возведена почитаемая могила. Однако около 25 лет назад её повредил человек из того же тухума. Шейх Муса из Анди был похоронен у кумыков в Эндери.
Ашали всегда был небольшим аулом с малым числом жителей, поэтому местные не участвовали в военных походах, а платили дань селению Анди зерном и овцами. Другие аулы презрительно называли их "ишкартинцами". Предание может свидетельствовать о проникновении кумыкских элементов в горные районы Дагестана.
Вот сокращённая и упрощённая версия текста. Смысл сохранён, а изложение стало более компактным и логичным.
В 1947 году населённый пункт ликвидирован, а население переселено в село Таши Веденского района. Восстановлено в 1958 году в связи с возвращением жителей.

## Население
| 1869 | 1888 | 1895 | 1926 | 1939 | 1970 | 1989 |
| ---- | ---- | ---- | ---- | ---- | ---- | ---- |
| 213  | ↗289 | ↘286 | ↘138 | ↗182 | ↗273 | ↗561 |
| 2002 | 2010 | 2012 | 2013 | 2014 | 2015 | 2016 |
| ↗817 | ↘788 | ↗792 | ↗796 | ↘779 | ↘764 | ↗777 |
| 2017 | 2018 | 2019 | 2020 | 2021 | 2023 | 2024 |
| ↗791 | ↗802 | ↗815 | ↘808 | ↗944 | ↗959 | ↗967 |
| 2025 |      |      |      |      |      |      |
| ↗986 |      |      |      |      |      |      |